# Dolichopeza (Nesopeza) palifera
Dolichopeza (Nesopeza) palifera is een tweevleugelige uit de familie langpootmuggen (Tipulidae). De soort komt voor in het Oriëntaals gebied.